# カナダ安全情報局
カナダ安全情報局（英語: Canadian Security Intelligence Service, CSIS、フランス語: Service canadien du renseignement de sécurité, SCRS）（以下CSISと呼ぶ）は、カナダの情報機関である。カナダの安全保障に関する情報を国内外で収集し、分析・評価を行っている。

## 歴史
1864年、ジョン・A・マクドナルド（初代カナダ首相）卿が、国境の警戒を任務とする治安部隊である西部辺境隊（Western Frontier Constabulary）を創設する。さらに1868年、カナダ政府は職員12人から成る自治領警察 （Dominion Police）を創設し、西部辺境隊が行っていた任務を委ねた。第一次世界大戦までに、職員数は140人となる。1920年、自治領警察は北西騎馬警察 （North-West Mounted Police）と統合され、王立カナダ騎馬警察（Royal Canadian Mounted Police）が誕生した。以後、王立カナダ騎馬警察の公安警察が、カナダの情報機関として機能するようになる。
両大戦間の公安警察は、数人の担当官・速記者しかおらず、非常に小規模であった。戦後、公安警察は担当官が増加した。1970年、マッケンジー委員会の調査後、最初の文民長官ジョン・スターンズが任命された。1981年8月、連邦政府は王立カナダ騎馬警察（RCMP）の公安警察から独立した情報機関を創設することを発表。1984年7月14日、CSISが公式に設立された。

## 組織
本部はオタワ、1995年建築の専用施設に置かれている。CSISは公安省を通し国会に対し責任を負うが、また併せて連邦裁判所、CSIS長官から、安全保障検討委員会（Security Intelligence Review Committee）から監督される立場にある。
2010年度現在の組織は以下の通り。
- 長官

- 作戦担当副長官
  - 作戦担当長官補
  - 対外担当長官補
    - 国際テロ
    - 中東・アフリカ
    - アジア/欧州・アメリカ
    - 人的資源・作戦支援

  - 情報担当長官補
    - 情報評価
    - 保安審査
    - 国際地域

  - 調整担当長官補
    - 情報管理
    - 科学・技術サービス
    - 国内保安

  - 各支局担当官（大西洋諸州、ケベック、オタワ、トロント、大平原3州（プレーリー）、ブリティッシュ・コロンビアの6支局）
  - 人事担当長官補
    - 職員サービス
    - 訓練・開発
    - 医療サービス
    - 人事管理

  - 総務担当長官補
    - 秘書室
    - 通信
    - 対外検討・連絡
    - 内部監査

  - 最高財務責任者（CFO）
    - 施設管理
    - 管理官
    - 資材管理

  - 最高情報責任者（CIO）
  - 事業近代化担当長官補
- 法務担当長官補
- 最高監査執行官